# عزلة زارة (أبين)

تعديل مصدري - تعديل

عزلة زارة هي إحدى عزل مديرية لودر في محافظة أبين اليمنية ويبلغ تعداد سكانها 88155 نسمة حسب التعداد السكاني في اليمن لعام 2004.

## روابط خارجية
- الجهاز المركزي للإحصاء بالجمهورية اليمنية
- المركز الوطني للمعلومات باليمن
- World Gazetteer:Yemen